# Okiep
Okiep is een kopermijndorp in de gemeente Nama Khoi in de Zuid-Afrikaanse provincie Noord-Kaap. Het dorp ligt ten noorden van het hoofddorp van dit district, Springbok. Okiep ligt op een hoogte van 1159 meter en telt 6300 inwoners.

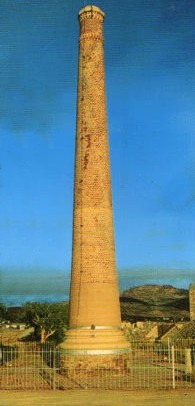
Een ventilatieschacht van een kopermijn uit 1880, thans nationaal monument

De naam van het dorp werd oorspronkelijk geschreven als O'okiep en betekent "plek van zout water". Het dorp werd gesticht in 1862 nadat sinds 1855 in het gebied rondom Okiep steeds meer koper werd gevonden. Geruchten over het feit dat zich in de bergen van noordwestelijk Zuid-Afrika veel koper zou bevinden, werden reeds bevestigd in 1681 toen gouverneur Simon van der Stel van enkele Nama's, die Kasteel de Goede Hoop bezochten, pure koper kreeg toebedeeld. Van der Stel ging zelf op onderzoek uit en bereikte de bergen op 21 oktober 1685. Drie schachten, die ook thans nog bestaan, werden gegraven en legden een grote rijkdom aan kopererts bloot. Vanwege de afgelegen locatie kon het erts niet gedolven worden. De Engelse ontdekkingsreiziger James Edward Alexander onderzocht pas in 1852 opnieuw Van der Stels ontdekking en begon met mijnbouw. In 1876 werd er gestart met de aanleg van een smalspoorbaan langs Nababeep naar de kustplaats Port Nolloth, alwaar het erts verscheept werd; de spoorlijn bleef uiteindelijk tot 1944 in bedrijf. Aanvankelijk werden de treinen over het spoor getrokken door muildieren en paarden, omdat er niet voldoende water was voor stoomlocomotieven. Okiep ontwikkelde zich als eerste mijndorp van Zuid-Afrika tot het centrum van de kopermijnbouw in Zuid-Afrika en behoorde in de jaren '70 van de 19e eeuw zelfs tot de wereldtop. In mei 1919 werd de mijnbouw in Okiep ten tijde van de kopercrisis gestaakt. Toen de koperprijs weer steeg, werd de kopermijnbouw rondom Okiep weer rendabel en hervat. Vandaag de dag wordt wegtransport gebruikt om de kopererts te vervoeren naar spoorweg-laadstation in Bitterfontein. De andere belangrijke mijen in het gebied liggen in Carolusberg en Nababeep.

## Tweede Boerenoorlog

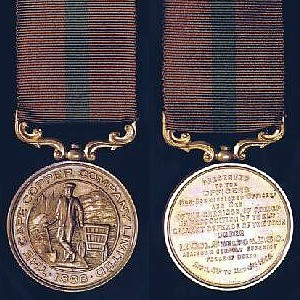
The Cape Copper Company medaille toegekend aan de verdedigers van Okiep

De mijn van Okiep zag enige actie op 4 april 1902 tijdens de Tweede Boerenoorlog toen ongeveer 700 officieren en manschappen van het 3rd Battalion Queen's Royal Regiment, 5th Royal Warwickshire Regiment, Namaqualand Border Scouts, de Stadswacht en de Cape Garrison Artillery, een dertig dagen durende belegering weerstonden door de strijdkrachten van Jan Smuts. Het dorp Concordia met een garnizoen van 100 man, gaf zich, nadat de belegering begon, over na één dag. Op 4 mei 1902 een Britse ontzettingkolonne arriveerde van Port Nolloth en beeïndigde de belegering.

## Subplaatsen
Het nationaal instituut voor de statistiek, Stats SA, deelt sinds de census 2011 deze hoofdplaats in in zogenaamde subplaatsen (sub place), c.q. slechts één subplaats:
Okiep SP.